# Храм Покрова Пресвятой Богородицы в Ясеневе
Храм Покрова́ Пресвято́й Богоро́дицы в Я́сеневе — приходской православный храм в районе Ясенево города Москвы. Относится к Параскево-Пятницкому благочинию Московской епархии Русской православной церкви.
Общая площадь храма (с притворами) составляет 1425 м². Храм вмещает 800 человек. В цокольном этаже расположены крестильный храм, воскресная школа, конференц-зал, книжная лавка.

## История

### Подготовка к строительству
До постройки данного храма в Ясеневе, одном из самых многонаселённых районов Москвы, существовали только два небольших православных храма: храм Петра и Павла в Ясеневе и храм Казанской иконы Божией Матери в Узком, которые не вмещали всех, кто приходил молиться в воскресенье и по большим праздникам. В связи с этим в 2001 году было решено построить в районе большой православный храм. Многие военнослужащие, а также семьи погибших предложили воздвигнуть здесь храм в честь Покрова Пресвятой Богородицы как храм-памятник всем российским воинам; эту идею поддержали и сотрудники правоохранительных ведомств, потерявшие друзей и соратников в вооружённых конфликтах конца XX — начала XXI века.
По поручению Правительства Москвы от 16 августа 2001 года в 2002 году был выделен участок под строительство храма по улице Айвазовского, в межмагистральной зоне. Предпроектные согласования растянулись почти на пять лет. Тем временем шёл сбор средств на строительство — пожертвования благотворителей и прихожан. В частности, любой желающий мог в ходе строительства внести пожертвования на именной кирпич (с выдачей соответствующего свидетельства) с указанием имени конкретного человека. Впоследствии эти имена надписывались на кирпичах, которые вкладывались в основание и в стены храма; далее благотворителей будут поминать за каждой Божественной службой.
Указом патриарха от 2 декабря 2005 года настоятелем по строительству храма назначен Мелхиседек (Артюхин).
В 2006 году предпроектные проработки были согласованы в установленном порядке во всех инстанциях (Департамент природопользования и охраны окружающей среды Москвы, Государственная экологическая экспертиза, НИИ генплана Москвы). В 2007 году было получено разрешение на постройку временного храма на время строительства. Было также получено заключение о соответствии размещаемого объекта градостроительным требованиям и регламентам использования территории и акт разрешённого использования земельного участка для осуществления строительства. Летом 2008 года было получено положительное заключение Московской государственной экспертизы по материалам проекта на подготовительный период. 15 сентября 2008 года был получен ордер на производство земляных работ, обустройство и содержание строительной площадки.

### Строительство
21 сентября 2008 года начало строительства храма ознаменовалось крестным ходом от храма Святых Первоверховных Апостолов Петра и Павла и торжественным молебном на месте строительства. 22 ноября 2008 года, на праздник иконы Божией Матери «Скоропослушница», состоялось освящение строительной площадки и временного храма, а также установка памятного шестиметрового креста (временный храм был назван в честь иконы Божией Матери «Скоропослушница»). 4 декабря 2008 года во временном храме совершена первая Божественная литургия.
В феврале 2009 года была закончена заливка железобетонной монолитной плиты фундамента, в апреле — заливка железобетонных стен и перекрытия цокольного этажа. В ночь с 18 на 19 апреля в праздник Христова Воскресения состоялась первая Божественная литургия в нижнем (Михаило-архангельском) приделе строящегося храма. В мае — июне проходили работы по кладке стен храма, внутренняя отделка храма, прокладка внешних инженерных коммуникаций.
30 июня 2009 года состоялся торжественный чин основания храма и закладки памятного камня, который совершил патриарх Московский и всея Руси Кирилл. Чин состоял из молебного пения, чтения Евангелия и особых молитв перед началом строительства.
По древнему обычаю в алтарную стену будущего храма была вложена подписанная патриархом грамота:
Во славу Святыя, Единосущныя, Животворящия и Нераздельныя Троицы, Отца и Сына и Святаго Духа, Нами, Патриархом Московским и всея Руси Кириллом, в первое лето Нашего Первосвятительского служения, совершен чин основания храма в честь Покрова Пресвятой Богородицы в Ясеневе, в лето от Рождества Христова 2009, месяца июня 30 дня, на память мучеников Мануила, Савела и Исмаила.
Грамота была помещена в металлическую капсулу и вложена в стену храма вместе с закладным памятным белым камнем, на котором была высечена надпись: «Во имя Отца и Сына и Святаго Духа основася сия Церковь в честь Покрова Пресвятой Богородицы при Святейшем Патриархе Кирилле».
Храм Покрова Пресвятой Богородицы в Ясеневе победил в конкурсе «Лучший реализованный проект в сфере инвестиций и строительства» в номинации «Культовые сооружения». 19 августа 2014 года награда за победу в общегородском конкурсе была передана настоятелю храма архимандриту Мелхиседеку (Артюхину).
27 декабря 2015 года патриарх Кирилл совершил чин великого освящения храма и возглавил служение Божественной литургии в новоосвящённом храме.

## Архитектура
Архитектурный ансамбль Покровского храма выполнен в византийских традициях XI—XII века. Тип храма крестово-купольный. Все центральное пространство в плане образует крест. Храм пятиглавый, четырёхстолпный, в двух западных главах расположены звонницы. Храм увенчивается золотым куполом, символизирующим небесную славу, а малые купола синего цвета, украшенные звёздами, говорят о том, что храм посвящен Богородице. Центр храма представляет собой подкупольное пространство, куда свет проникает через окна в барабане. Храм имеет входные паперти с трёх сторон. Главный вход — с западной стороны. Над западным притвором на отметке 8,0 м устроены хоры. Высота цокольного этажа, встроенного в рельеф, — 4,5 м. Высота храма до верха креста — 36 м. Размер центрального объёма храма в осях — 18 м × 18,9 м. Габаритные размеры храма с притворами — 30,9 м × 27 м.

## Духовенство
- архимандрит Мелхиседек (Артюхин) — настоятель храма
- иерей Сергий Романов
- иерей Максим Куимов
- иерей Алексей Ишков
- иеромонах Кирилл (Сорокин)
- иерей Роман Смирнов
- иерей Кирилл (Бейко)